# François-Thomas Biaille de Germon
Pour les articles homonymes, voir Germon.
François-Thomas Biaille de Germon est un homme politique français né le 28 novembre 1747 à Fontenay-le-Comte (Vendée) et décédé le 16 septembre 1814 à Cezais (Vendée).
Procureur du roi dans l'administration des eaux et forêts de Fontenay-le-Comte, il est député du tiers état aux États généraux de 1789 pour la sénéchaussée du Poitou. En septembre 1791, il devient haut-juré de la Vendée.

## Sources
- « François-Thomas Biaille de Germon », dans Adolphe Robert et Gaston Cougny, Dictionnaire des parlementaires français, Edgar Bourloton, 1889-1891 [détail de l’édition]